# 沙西丽·德拉达那猜
沙西丽·德拉达那猜（1992年4月18日—），泰國著名羽毛球雙打運動員。亦為現役泰国國家羽毛球隊成員。她與素帕猜恭的女子雙打組合，世界最高排名第九；而與保乌拉努科的混雙組合，世界最高排名第一。她早期曾赢得青年奧林匹克運動會女單冠軍，是位从單打选手转为雙打的女选手（如同：日本名将松友美佐紀）。
沙西丽·德拉达那猜與搭檔保乌拉努科曾在亞洲羽毛球錦標賽赢得混雙亚軍（2017年）。她還曾經奪得亞運會女團銀牌、同時也是幫助泰国在優霸盃、蘇迪曼盃及亞運會等團體賽贏得獎牌的主力之一（最为突出的成绩：2018年的優霸盃）。在國內賽方面，沙西丽·德拉达那猜曾於泰國全國羽球錦標賽贏得一次女雙及一次混雙冠軍。她在2021年世界羽毛球锦标赛获得混双世界冠军。

## 簡歷

### 早年及出道
2009年11月，沙西丽·德拉达那猜出战馬來西亞羽毛球國際挑戰賽，在女单决赛以2比1（21-11、19-21、22-20）击败了赛会7号种子、队友的拉差诺·因达农，夺得其首个国际赛女单冠军。同年10月，她代表泰国参加马来西亚亞羅士打举办的世界青年羽毛球錦標賽，与青年期罗乍那·楚他汶迪恭赢得女子双打季军。

### 2010年 青奥運女單奪金
2010年3月，沙西丽·德拉达那猜代表泰国参加马来西亚吉隆坡举办的亞洲青年羽毛球錦標賽，在率先进行的团体赛，泰国队赢得季军；而女单方面，个人赢得亚青赛女单亚军。同年8月，她代表泰國参加新加坡举办的夏季青年奧林匹克運動會羽毛球比賽出战女子單打項目，贏得金牌。同年11月，她又代表泰國参加中国廣州举办的亞運會出战羽毛球比賽的女子團體項目，奪得銀牌。

### 2011年-2013年 黃金大獎賽奪冠
2011年11月，沙西丽·德拉达那猜与沙威丽·阿米达拜出战碧特博格羽毛球黃金大獎賽，在女双準决赛以0比2（9-21、16-21）不敌赛会头号种子、日本强档的藤井瑞希/垣岩令佳。
2012年8月，沙西丽·德拉达那猜出战越南羽毛球大獎賽，在女单準决赛以1比2（21-15、16-21、16-21）不敌印尼的琳达·韦尼·法内特里。同年9月，她出战中國羽毛球大師賽，在女单準决赛以0比2（13-21、9-21）不敌赛会头号种子、中国的王仪涵。同年12月，她出战印度羽毛球黃金大獎賽，在女单準决赛以0比2（12-21、14-21）不敌赛会2号种子、印度的普萨拉·文卡塔·辛杜；此外，还与沙威丽·阿米达拜的女双决赛以2比0（21-12、21-6）击败了赛会3号种子、印尼强档的科马拉·戴维/珍纳·戈扎利，夺得其首个国际黃金大獎賽女双冠军。
2013年4月，沙西丽·德拉达那猜与沙威丽·阿米达拜出战澳洲羽毛球黃金大獎賽，在女双决赛以0比2（19-21、15-21）不敌印尼的阿普萨西·普特里·勒杰萨·瓦里拉/维塔·玛丽莎，赢得亚军。同年4月，她出战馬來西亞羽毛球黃金大獎賽，在女单準决赛以0比2（17-21、11-21）不敌赛会头号种子、印度的普萨拉·文卡塔·辛杜。同年7月，她出战美國羽毛球黃金大獎賽，在女单决赛以2比0（21-12、21-13）击败了日本的楠瀨由佳，赢得冠军并且个人世界排名亦升至新高第14位。同年7月，她与玛尼蓬·宗集出战加拿大羽毛球大獎賽，在混双準决赛以1比2（24-22、15-21、13-21）不敌赛会头号种子、中国香港强档的李晉熙/周凱華。同年8月，她參加中國廣州舉行的世界羽毛球錦標賽，以12號種子身分出戰女子單打項目，她在首圈輪空，但在第二圈就以0比2（16-21、17-21）不敵保加利亞的琳达·塞奇妮出局。同年10月，她与玛尼蓬·宗集出战碧特博格羽毛球黃金大獎賽，在混双準决赛以1比2（13-21、21-11、17-21）不敌赛会2号种子、英格兰强档的克里斯·爱德考克/加布里·怀特。

### 2014年 世锦赛32強
2014年2月，沙西丽·德拉达那猜與玛尼蓬·宗集出戰德國羽毛球黃金大獎賽。在混雙準决赛中，以0比2（17-21、14-21）不敌苏格兰的罗伯·布莱尔/伊莫金·班克尔，赢得亚軍。同年7月，她分别與普蒂塔·素帕猜恭以及玛尼蓬·宗集出戰美國羽毛球黃金大獎賽。在女雙决赛中，以0比2（15-21、10-21）不敌印尼的申迪·普斯帕·伊拉瓦蒂/维塔·玛丽莎。而混雙决赛中，以0比2（16-21、19-21）不敌印尼的穆罕默德·雷扎/维塔·玛丽莎。同年8月，她參加丹麥巴勒魯普自治市舉行的世界羽毛球錦標賽，分別與玛尼蓬·宗集和普蒂塔·素帕猜恭出戰混合双打項目及女子双打項目。在混雙方面，她與玛尼蓬·宗集以16號種子身分出戰，故在首圈輪空；但在次圈以2比0（21-8、21-10）轻取瑞典的约纳坦·努德/伊美利·法贝克。在第三圈，面对赛会3號種子、丹麦强档的约金·费舍尔·尼尔森/克里斯汀娜·彼德森，完全处于下风以0比2（15-21、5-21）不敌对手，16强止步。而女雙方面，她與普蒂塔·素帕猜恭出戰，首圈对方选择弃赛；在次圈以0比2（12-21、16-21）不敌赛会3號種子、丹麦女将的克里斯汀娜·彼德森/卡米拉·吕特·尤尔，32強止步。

### 2015年 東南亞運動會女團夺金
2015年1月，沙西丽·德拉达那猜與普蒂塔·素帕猜恭出戰印度羽毛球黃金大獎賽，在女雙準决赛中，大战三局后以1比2（21-12、16-21、13-21）不敌赛会头號種子、马来西亚的許嘉雯/溫可微，赢得亚軍。同年6月，她代表泰國出戰新加坡東南亞運動會羽毛球比賽，在率先进行的团体赛中，助泰国女队赢得女子團體金牌；此外，还与搭档戍革·普拉帕卡莫赢得混合双打铜牌。同年8月，她參加印尼雅加达舉行的世界羽毛球錦標賽，她與普蒂塔·素帕猜恭出戰女子双打項目。她與普蒂塔·素帕猜恭以15號種子身分出戰，故在首圈輪空；但在次圈以1比2（12-21、21-18、13-21）不敌韩国组合的高我羅/柳海媛，32強止步。同年12月，她分别与普蒂塔·素帕猜恭以及德差蓬·保乌拉努科出战美國羽毛球國際賽，在女双决赛以1比2（21-18、19-21、19-21）不敌英格兰强档的希瑟·奥利弗/劳伦·史密斯，赢得亚军；而混双準决赛以0比2（19-21、18-21）不敌赛会头号种子、德国强档的麦克·福克斯/比尔吉德·迈克斯。同期12月，俩人再度携手出戰美國羽毛球大獎賽，在女雙準决赛中，表现不佳以0比2（6-21、18-21）不敌韩国新老组合的鄭景銀/申昇瓚。同样12月，她们一同出戰墨西哥城羽毛球大獎賽。在女雙决赛中，奋战三局以1比2（17-21、21-16、10-21）惜败于日本组合的松尾靜香/內藤真實，未能夺冠。

### 2016年 波蘭及泰國羽球赛夺冠
2016年1月，沙西丽·德拉达那猜與德差蓬·保乌拉努科出戰印度羽毛球黃金大獎賽，在混雙决赛以1比2（25-23、9-21、16-21）不敌赛会2號種子、印尼强档的普拉文·乔丹/戴比·苏珊托。同年2月，她代表泰国参加印度海得拉巴举办的亞洲羽毛球團體錦標賽，助泰国女队赢得女子團體季军。同期2月，她與普蒂塔·素帕猜恭出戰德國羽毛球黃金大獎賽，在女雙决赛以0比2（14-21、18-21）不敌中国的黄雅琼/汤金华。同年3月，她与普蒂塔·素帕猜恭出战波蘭羽毛球公開賽，在女双决赛以2比0（21-7、21-17）击败了马来西亚强档的鄒美君/李明艷，赢得国际赛女双冠军。同年8月，她代表泰國出戰巴西里約熱內盧舉行的奥林匹克运动会羽毛球比賽女子双打，她與普蒂塔·素帕猜恭以女双11號種子身分出戰。在小組賽階段首战便不敌荷兰的埃菲耶·穆斯肯斯/塞莱娜·皮克，其后也输给了日本的松友美佐紀/高橋禮華，唯独最后一场击败了印度的瓦拉·古塔/阿什维尼·蓬纳帕，最终未能出线。
同年10月。她分别与普蒂塔·素帕猜恭以及德差蓬·保乌拉努科出战泰國羽毛球黃金大獎賽，在女双决赛以2比0（21-12、21-17）击败了赛会5号种子、日本强档的松本麻佑/永原和可那，赢得黃金大獎賽女双冠军；而混双準决赛以1比2（24-22、17-21、14-21）不敌赛会3号种子、马来西亚强档的陈健铭/賴沛君。同期10月，她與普蒂塔·素帕猜恭出戰丹麥羽毛球首要超級賽，在女双準決賽以以0比2（17-21、11-21）不敌赛会头號種子、日本强档的松友美佐紀/高橋禮華，创下俩人最佳的四强战绩。同年12月，她與德差蓬·保乌拉努科出戰韓國羽毛球大師賽。在混雙决赛中，面对赛会头號種子、东道主的高成炫/金荷娜，以0比2（19-21、16-21）不敌对手。

### 2017年 亞錦賽亞軍，東南亞運動會雙冠王
2017年2月，沙西丽·德拉达那猜分别与普蒂塔·素帕猜恭以及德差蓬·保乌拉努科出战泰國羽毛球大師賽，在女双决赛以0比2（16-21、15-21）不敌赛会头号种子、中国的陈清晨/贾一凡，赢得亚军。同期2月，她代表泰国参加越南胡志明市举办的亞洲羽毛球混合團體錦標賽，助球队赢得混合團體季军。同年3月，她與德差蓬·保乌拉努科出戰瑞士羽毛球黃金大獎賽，在混雙决赛以2比0（21-18、21-15）横扫赛会2號種子、印尼强档的普拉文·乔丹/戴比·苏珊托，勇夺俩人合作以来的首座冠军。同年4月，她参加中国湖北省武汉市举办的亞洲羽毛球錦標賽，她和德差蓬·保乌拉努科以赛会8号种子在首圈以2比0（21-18、23-21）击败了印尼强档的罗纳德/M·D·奥克塔维亚尼；次圈以2比0（21-12、21-18）横扫中华台北的廖敏竣/陳曉歡；在八強以2比0（21-19、21-17）击败了赛会头号种子、中国的郑思维/陈清晨；在四强以2比0（21-19、21-16）斩获中国的王懿律/黄东萍；在决赛以0比2（18-21、11-21）不敌赛会3号种子、中国的鲁恺/黄雅琼，赢得亚锦赛混合双打亚军。同年5月，她入选蘇迪曼盃的兼双打主力，助泰国队赢得混合團體季军。同期5月，她與德差蓬·保乌拉努科出戰泰國羽毛球黃金大獎賽，在混雙準决赛以1比2（19-21、21-19、17-21）不敌赛会5號種子、马来西亚新老组合的吳順發/賴潔敏。同年8月，她代表泰國出戰武吉加里尔東南亞運動會羽毛球比賽，连续两届帮助泰国女队赢得了金牌。而女雙赛事中，继续联手女原配普蒂塔·素帕猜恭赢得了银牌；至于混雙方面，协同男好手的德差蓬·保乌拉努科荣获金牌，成为了本届的双冠王得主。她在女雙決賽中因左膝受傷而退賽，於2018年2月復出參加2018年亞錦賽女團比賽。

### 2018年
2018年5月，她與德差蓬·保乌拉努科出戰紐西蘭羽毛球公開賽。在混雙决赛中，面对赛会5號種子、韩国新配组合的徐承宰/蔡侑玎，首次交手让对方都不熟悉，但经过三局鏖战后，以1比2（21-16、15-21、15-21）不敌对手。
2018年10月，她與德差蓬·保乌拉努科出戰丹麥羽球公開賽，在混雙决赛中不敵頭號種子中國鄭思維、黃雅瓊，獲得亞軍。
2021年西班牙世锦赛
2021年12月，世界混双排名第一的沙西丽·德拉达那猜与德差蓬·保乌拉在2021年世界羽毛球锦标赛混双决赛中直落兩局（21-13、21-14）成功戰勝日本組合渡邊勇大/東野有紗，成為泰國史上首個奪得混雙世界冠軍的組合。

## 主要比賽成績
只列出曾進入準決賽的國際賽事成績：
| 年份   | 賽事                         | 公開賽級別 | 項目     | 拍檔              | 成績   |
| ------ | ---------------------------- | ---------- | -------- | ----------------- | ------ |
| 2009年 | 越南羽毛球國際挑戰賽         | 國際挑戰賽 | 女子單打 | －                | 準決賽 |
| 2009年 | 樂魚羽毛球國際系列賽         | 國際系列賽 | 女子單打 | －                | 準決賽 |
| 2009年 | 樂魚羽毛球國際系列賽         | 國際系列賽 | 女子雙打 | 蓬迪·布拉那巴硕   | 冠軍   |
| 2009年 | 馬來西亞羽毛球國際挑戰賽     | 國際挑戰賽 | 女子單打 | －                | 冠軍   |
| 2009年 | 世界青年羽毛球錦標賽         | 其他       | 女子雙打 | 罗乍那·楚他汶迪恭 | 铜牌   |
| 2010年 | 亞洲青年羽毛球錦標賽         | 其他       | 混合團體 | －                | 季軍   |
| 2010年 | 亞洲青年羽毛球錦標賽         | 其他       | 女子單打 | －                | 銀牌   |
| 2010年 | 青年奧林匹克運動會羽毛球比賽 | 其他       | 女子單打 | －                | 金牌   |
| 2011年 | 碧特博格羽毛球黃金大獎賽     | 黃金大獎賽 | 女子雙打 | 沙威丽·阿米达拜   | 準決賽 |
| 2012年 | 越南羽毛球大獎賽             | 大獎賽     | 女子單打 | －                | 準決賽 |
| 2012年 | 中國羽毛球大師賽             | 超級賽     | 女子單打 | －                | 準決賽 |
| 2012年 | 印度羽毛球黃金大獎賽         | 黃金大獎賽 | 女子單打 | －                | 準決賽 |
| 2012年 | 印度羽毛球黃金大獎賽         | 黃金大獎賽 | 女子雙打 | 沙威丽·阿米达拜   | 冠軍   |
| 2013年 | 澳洲羽毛球黃金大獎賽         | 黃金大獎賽 | 女子雙打 | 沙威丽·阿米达拜   | 亞軍   |
| 2013年 | 馬來西亞羽毛球黃金大獎賽     | 黃金大獎賽 | 女子單打 | －                | 準決賽 |
| 2013年 | 美國羽毛球黃金大獎賽         | 黃金大獎賽 | 女子單打 | －                | 冠軍   |
| 2013年 | 加拿大羽毛球大獎賽           | 大獎賽     | 混合雙打 | 玛尼蓬·宗集       | 準決賽 |
| 2013年 | 碧特博格羽毛球黃金大獎賽     | 黃金大獎賽 | 混合雙打 | 玛尼蓬·宗集       | 準決賽 |
| 2014年 | 德國羽毛球黃金大獎賽         | 黃金大獎賽 | 混合雙打 | 玛尼蓬·宗集       | 準決賽 |
| 2014年 | 美國羽毛球黃金大獎賽         | 黃金大獎賽 | 女子雙打 | 普蒂塔·素帕猜恭   | 亞軍   |
| 2014年 | 美國羽毛球黃金大獎賽         | 黃金大獎賽 | 混合雙打 | 玛尼蓬·宗集       | 亞軍   |
| 2015年 | 印度羽毛球黃金大獎賽         | 黃金大獎賽 | 女子雙打 | 普蒂塔·素帕猜恭   | 準決賽 |
| 2015年 | 東南亞運動會羽毛球比賽       | 其他       | 女子團體 | －                | 金牌   |
| 2015年 | 東南亞運動會羽毛球比賽       | 其他       | 混合雙打 | 戍革·普拉帕卡莫   | 銅牌   |
| 2015年 | 美國羽毛球國際賽             | 國際挑戰賽 | 女子雙打 | 普蒂塔·素帕猜恭   | 亞軍   |
| 2015年 | 美國羽毛球國際賽             | 國際挑戰賽 | 混合雙打 | 德差蓬·保乌拉努科 | 準決賽 |
| 2015年 | 美國羽毛球大獎賽             | 大獎賽     | 女子雙打 | 普蒂塔·素帕猜恭   | 準決賽 |
| 2015年 | 墨西哥城羽毛球大獎賽         | 大獎賽     | 女子雙打 | 普蒂塔·素帕猜恭   | 亞軍   |
| 2016年 | 印度羽毛球黃金大獎賽         | 黃金大獎賽 | 混合雙打 | 德差蓬·保乌拉努科 | 亞軍   |
| 2016年 | 亞洲羽毛球團體錦標賽         | 其他       | 女子團體 | －                | 季軍   |
| 2016年 | 德國羽毛球黃金大獎賽         | 黃金大獎賽 | 女子雙打 | 普蒂塔·素帕猜恭   | 亞軍   |
| 2016年 | 波蘭羽毛球公開賽             | 國際挑戰賽 | 女子雙打 | 普蒂塔·素帕猜恭   | 冠軍   |
| 2016年 | 泰國羽毛球黃金大獎賽         | 黃金大獎賽 | 女子雙打 | 普蒂塔·素帕猜恭   | 冠軍   |
| 2016年 | 泰國羽毛球黃金大獎賽         | 黃金大獎賽 | 混合雙打 | 德差蓬·保乌拉努科 | 準決賽 |
| 2016年 | 丹麥羽毛球首要超級賽         | 首要超級賽 | 女子雙打 | 普蒂塔·素帕猜恭   | 準決賽 |
| 2016年 | 韓國羽毛球大師賽             | 黃金大獎賽 | 混合雙打 | 德差蓬·保乌拉努科 | 亞軍   |
| 2017年 | 泰國羽毛球大師賽             | 黃金大獎賽 | 女子雙打 | 普蒂塔·素帕猜恭   | 亞軍   |
| 2017年 | 泰國羽毛球大師賽             | 黃金大獎賽 | 混合雙打 | 德差蓬·保乌拉努科 | 亞軍   |
| 2017年 | 亞洲羽毛球混合團體錦標賽     | 其他       | 混合團體 | －                | 季軍   |
| 2017年 | 瑞士羽毛球黃金大獎賽         | 黃金大獎賽 | 混合雙打 | 德差蓬·保乌拉努科 | 冠軍   |
| 2017年 | 新加坡羽毛球超級賽           | 超級賽     | 混合雙打 | 德差蓬·保乌拉努科 | 亞軍   |
| 2017年 | 亞洲羽毛球錦標賽             | 其他       | 混合雙打 | 德差蓬·保乌拉努科 | 亞軍   |
| 2017年 | 蘇迪曼盃                     | 其他       | 混合團體 | －                | 季軍   |
| 2017年 | 泰國羽毛球黃金大獎賽         | 黃金大獎賽 | 混合雙打 | 德差蓬·保乌拉努科 | 準決賽 |
| 2017年 | 東南亞運動會羽毛球比賽       | 其他       | 女子團體 | －                | 金牌   |
| 2017年 | 東南亞運動會羽毛球比賽       | 其他       | 女子雙打 | 普蒂塔·素帕猜恭   | 銀牌   |
| 2017年 | 東南亞運動會羽毛球比賽       | 其他       | 混合雙打 | 德差蓬·保乌拉努科 | 金牌   |
| 2018年 | 紐西蘭羽毛球公開賽           | 超級300賽  | 混合雙打 | 德差蓬·保乌拉努科 | 準決賽 |
| 2018年 | 優霸盃                       | 其他       | 女子團體 | －                | 亞軍   |
| 2018年 | 新加坡羽毛球公開賽           | 超級500賽  | 混合雙打 | 德差蓬·保乌拉努科 | 準決賽 |
| 2018年 | 亞洲運動會羽毛球比賽         | 其他       | 女子團體 | －                | 铜牌   |
| 2018年 | 韓國羽毛球公開賽             | 超級500賽  | 混合雙打 | 德差蓬·保乌拉努科 | 準決賽 |
| 2018年 | 丹麥羽毛球公開賽             | 超級750賽  | 混合雙打 | 德差蓬·保乌拉努科 | 亞軍   |
| 2018年 | 法國羽毛球公開賽             | 超級750賽  | 混合雙打 | 德差蓬·保乌拉努科 | 準決賽 |
| 2018年 | 香港羽毛球公開賽             | 超級500賽  | 混合雙打 | 德差蓬·保乌拉努科 | 準決賽 |
| 2018年 | 世界羽聯世界巡迴賽總決賽     | 總決賽     | 混合雙打 | 德差蓬·保乌拉努科 | 準決賽 |
| 2019年 | 泰國羽毛球大師賽             | 超級300賽  | 女子雙打 | 普蒂塔·素帕猜恭   | 冠軍   |
| 2019年 | 泰國羽毛球大師賽             | 超級300賽  | 混合雙打 | 德差蓬·保乌拉努科 | 亞軍   |
| 2019年 | 馬來西亞羽毛球大師賽         | 超級500賽  | 混合雙打 | 德差蓬·保乌拉努科 | 亞軍   |
| 2019年 | 馬來西亞羽毛球公開賽         | 超級750賽  | 混合雙打 | 德差蓬·保乌拉努科 | 準決賽 |
| 2019年 | 新加坡羽毛球公開賽           | 超級500賽  | 混合雙打 | 德差蓬·保乌拉努科 | 冠軍   |
| 2019年 | 亞洲羽毛球錦標賽             | 其他       | 混合雙打 | 德差蓬·保乌拉努科 | 季軍   |
| 2019年 | 蘇迪曼盃                     | 其他       | 混合團體 | －                | 季軍   |
| 2019年 | 泰國羽毛球公開賽             | 超級500賽  | 混合雙打 | 德差蓬·保乌拉努科 | 準決賽 |
| 2019年 | 世界羽毛球錦標賽             | 其他       | 混合雙打 | 德差蓬·保乌拉努科 | 亞軍   |
| 2019年 | 中國羽毛球公開賽             | 超級1000賽 | 混合雙打 | 德差蓬·保乌拉努科 | 準決賽 |
| 2019年 | 韓國羽毛球公開賽             | 超級500賽  | 混合雙打 | 德差蓬·保乌拉努科 | 冠軍   |
| 2019年 | 澳門羽球公開賽               | 超級300賽  | 混合雙打 | 德差蓬·保乌拉努科 | 冠軍   |
| 2019年 | 世界羽聯世界巡迴賽總決賽     | 總決賽     | 混合雙打 | 德差蓬·保乌拉努科 | 準決賽 |
| 2020年 | 全英羽毛球公開賽             | 超級1000賽 | 混合雙打 | 德差蓬·保乌拉努科 | 亞軍   |
| 2020年 | YONEX泰國羽毛球公開賽        | 超級1000賽 | 混合雙打 | 德差蓬·保乌拉努科 | 冠軍   |
| 2020年 | TOYOTA泰國羽毛球公開賽       | 超級1000賽 | 混合雙打 | 德差蓬·保乌拉努科 | 冠軍   |
| 2020年 | 世界羽聯世界巡迴賽總決賽     | 總決賽     | 混合雙打 | 德差蓬·保乌拉努科 | 冠軍   |
| 2021年 | 優霸盃                       | 其他       | 女子團體 | －                | 季軍   |
| 2021年 | 丹麥羽毛球公開賽             | 超級1000賽 | 混合雙打 | 德差蓬·保乌拉努科 | 亞軍   |
| 2021年 | 法國羽毛球公開賽             | 超級750賽  | 混合雙打 | 德差蓬·保乌拉努科 | 準決賽 |
| 2021年 | 海洛羽毛球公開賽             | 超級500賽  | 混合雙打 | 德差蓬·保乌拉努科 | 冠軍   |
| 2021年 | 印尼羽毛球大師賽             | 超級750賽  | 女子雙打 | 普蒂塔·素帕猜恭   | 準決賽 |
| 2021年 | 印尼羽毛球大師賽             | 超級750賽  | 混合雙打 | 德差蓬·保乌拉努科 | 冠軍   |
| 2021年 | 印尼羽毛球公開賽             | 超級1000賽 | 混合雙打 | 德差蓬·保乌拉努科 | 冠軍   |
| 2021年 | 世界羽聯世界巡迴賽總決賽     | 總決賽     | 混合雙打 | 德差蓬·保乌拉努科 | 冠軍   |
| 2021年 | 世界羽毛球錦標賽             | 其他       | 混合雙打 | 德差蓬·保乌拉努科 | 冠軍   |
| 2022年 | 德國羽毛球公開賽             | 超級300賽  | 混合雙打 | 德差蓬·保乌拉努科 | 冠軍   |
| 2022年 | 全英羽毛球公開賽             | 超級1000賽 | 混合雙打 | 德差蓬·保乌拉努科 | 準決賽 |
| 2022年 | 泰國羽毛球公開賽             | 超級500賽  | 混合雙打 | 德差蓬·保乌拉努科 | 亞軍   |
| 2022年 | 馬來西亞羽毛球公開賽         | 超級750賽  | 混合雙打 | 德差蓬·保乌拉努科 | 亞軍   |
| 2022年 | 新加坡羽毛球公開賽           | 超級500賽  | 混合雙打 | 德差蓬·保乌拉努科 | 冠軍   |
| 2022年 | 世界羽毛球錦標賽             | 其他       | 女子雙打 | 普蒂塔·素帕猜恭   | 季軍   |
| 2022年 | 日本羽毛球公開賽             | 超級750賽  | 混合雙打 | 德差蓬·保乌拉努科 | 冠軍   |
| 2022年 | 世界羽聯世界巡迴賽總決賽     | 總決賽     | 混合雙打 | 德差蓬·保乌拉努科 | 亞軍   |
| 2023年 | 馬來西亞羽毛球公開賽         | 超級1000賽 | 混合雙打 | 德差蓬·保乌拉努科 | 準決賽 |
| 2023年 | 馬來西亞羽毛球大師賽         | 超級500賽  | 混合雙打 | 德差蓬·保乌拉努科 | 冠軍   |
| 2023年 | 泰國羽毛球公開賽             | 超級500賽  | 混合雙打 | 德差蓬·保乌拉努科 | 亞軍   |
| 2023年 | 韓國羽毛球公開賽             | 超級500賽  | 混合雙打 | 德差蓬·保乌拉努科 | 準決賽 |
| 2023年 | 日本羽毛球公開賽             | 超級750賽  | 混合雙打 | 德差蓬·保乌拉努科 | 亞軍   |
| 2023年 | 亞洲運動會羽毛球比賽         | 其他       | 女子團體 | －                | 銅牌   |
| 2024年 | 印度羽毛球公開賽             | 超級750賽  | 混合雙打 | 德差蓬·保乌拉努科 | 冠軍   |
| 2024年 | 泰國羽球大師賽               | 超級300賽  | 混合雙打 | 德差蓬·保乌拉努科 | 冠軍   |
| 2024年 | 法國羽毛球公開賽             | 超級750賽  | 混合雙打 | 德差蓬·保乌拉努科 | 準決賽 |
| 2024年 | 泰國羽毛球公開賽             | 超級500賽  | 混合雙打 | 德差蓬·保乌拉努科 | 亞軍   |
| 2024年 | 印尼羽毛球公開賽             | 超級1000賽 | 混合雙打 | 德差蓬·保乌拉努科 | 準決賽 |
| 2025年 | 亞洲羽毛球混合團体錦標賽     | 其他       | 混合團体 | －                | 季軍   |

| 2007-2017年 | 首要超級賽 | 超級賽 | 黃金大獎賽 | 大獎賽 | 國際挑戰賽 | 國際系列賽 | 未來系列賽 | 其他 |

| 2018-2026年 | 總決賽 | 超級1000賽 | 超級750賽 | 超級500賽 | 超級300賽 | 超級100賽 | 國際挑戰賽 | 國際系列賽 | 未來系列賽 | 其他 |

### 世界冠軍頭銜
沙西丽·德拉达那猜在羽毛球生涯中共奪得1項羽毛球世界冠軍頭銜。
| 賽事             | 奪冠次數 | 年份               |
| ---------------- | -------- | ------------------ |
| 世界羽毛球錦標賽 | 1        | 2021年（混合雙打） |
| 總計             | 1        |                    |

### 奧運會和世錦賽參賽紀錄
|          | 搭檔              | 2013 | 2014 | 2015 | 2016       | 2017 | 2018 | 2019 | 2020 | 2021 | 2022 | 2023 | 2024 |
| -------- | ----------------- | ---- | ---- | ---- | ---------- | ---- | ---- | ---- | ---- | ---- | ---- | ---- | ---- |
| 女子單打 | －                | 32強 | －   | －   | －         | －   | －   | －   | －   | －   | －   | －   | －   |
|          |                   |      |      |      |            |      |      |      |      |      |      |      |      |
| 女子雙打 | 普蒂塔·素帕猜恭   | －   | 32強 | 32強 | 小組第三名 | －   | －   | 32強 | －   | 16強 | 季軍 | －   | －   |
|          |                   |      |      |      |            |      |      |      |      |      |      |      |      |
| 混合雙打 | 玛尼蓬·宗集       | －   | 16強 | －   | －         | －   | －   | －   | －   | －   | －   | －   | －   |
| 混合雙打 | 德差蓬·保乌拉努科 | －   | －   | －   | －         | －   | 16強 | 亞軍 | 8強  | 冠軍 | 16強 | 8強  | 8強  |

## 主要对賽记录
沙西丽·德拉达那猜與主要對手的對賽成績如下，截至2024年8月26日：
女雙 - 普蒂塔·素帕猜恭
| 對手                            | 對賽次數 | 對賽結果 | 對賽結果 | 總計 |
| 對手                            | 對賽次數 | 勝       | 負       | 總計 |
| ------------------------------- | -------- | -------- | -------- | ---- |
| 拉温达·巴宗哉 宗功攀·吉迪特拉恭 | 2        | 1        | 1        | 0    |

| 對手                            | 對賽次數 | 對賽結果 | 對賽結果 | 總計 |
| 對手                            | 對賽次數 | 勝       | 負       | 總計 |
| ------------------------------- | -------- | -------- | -------- | ---- |
| 許嘉雯 溫可微                   | 8        | 3        | 5        | -2   |
| 高橋禮華 松友美佐紀             | 6        | 0        | 6        | -6   |
| 李紹希 張藝娜                   | 5        | 2        | 3        | -1   |
| 骆羽 骆赢                       | 5        | 1        | 4        | -3   |
| 阿什维尼·蓬纳帕 瓦拉·古塔       | 3        | 1        | 2        | -1   |
| 田中志穗 米元小春               | 3        | 1        | 2        | -1   |
| 黄雅琼 汤金华                   | 3        | 0        | 3        | -3   |
| 松本麻佑 永原和可那             | 2        | 1        | 1        | 0    |
| 申昇瓚 李紹希                   | 2        | 2        | 0        | -2   |
| 福島由紀 廣田彩花               | 1        | 1        | 0        | +1   |
| 格雷西婭·波利 阿普里亚尼·拉哈育 | 1        | 0        | 1        | -1   |

混雙 - 德差蓬·保乌拉努科
| 對手                            | 對賽次數 | 對賽結果 | 對賽結果 | 總計 |
| 對手                            | 對賽次數 | 勝       | 負       | 總計 |
| ------------------------------- | -------- | -------- | -------- | ---- |
| 蘇柏·宗國 素比莎拉·飄訕攀       | 6        | 6        | 0        | +6   |
| 尼迪蓬·潘普佩克 沙威丽·阿米达拜 | 1        | 1        | 0        | +1   |

| 對手                                        | 對賽次數 | 對賽結果 | 對賽結果 | 總計 |
| 對手                                        | 對賽次數 | 勝       | 負       | 總計 |
| ------------------------------------------- | -------- | -------- | -------- | ---- |
| 陳健銘 賴沛君                               | 12       | 9        | 3        | +6   |
| 吳塤閥 賴潔敏                               | 17       | 10       | 7        | +3   |
| 陳堂傑 杜頤溈                               | 7        | 5        | 2        | +3   |
| 陳炳順 吳柳螢                               | 7        | 3        | 4        | -1   |
| 郑思维 黄雅琼                               | 16       | 3        | 13       | -10  |
| 鲁恺 黄雅琼                                 | 5        | 0        | 5        | -5   |
| 馮彥哲 黄东萍                               | 7        | 2        | 5        | -3   |
| 王懿律 黄东萍                               | 18       | 10       | 8        | +2   |
| 蔣振邦 魏雅欣                               | 3        | 3        | 0        | +3   |
| 克里斯·爱德考克 加布里·爱德考克             | 5        | 5        | 0        | +5   |
| 马库斯·埃利斯 勞倫·史密斯                   | 7        | 6        | 1        | +5   |
| 鄧俊文 謝影雪                               | 9        | 7        | 2        | +5   |
| 李晉熙 周凱華                               | 5        | 5        | 0        | +5   |
| 里諾夫·里瓦爾迪 皮塔·哈寧泰亞斯·門塔里      | 7        | 7        | 0        | +7   |
| 普拉文·喬丹 M·D·奥克塔维亚尼                | 12       | 8        | 4        | +4   |
| 德揚·費迪南夏 格罗里亚·埃马努埃莱·维德佳佳  | 3        | 3        | 0        | +3   |
| 里漢·諾法勒·庫沙爾揚托 麗莎·阿尤·庫蘇馬瓦蒂 | 3        | 3        | 0        | +3   |
| 普拉文·喬丹 戴比·苏珊托                     | 5        | 3        | 2        | +1   |
| 马克·拉姆斯富斯 伊莎贝尔·赫特里克           | 4        | 4        | 0        | +4   |
| 罗宾·塔博林 塞莱娜·皮克                     | 12       | 9        | 3        | +6   |
| 金子祐樹 松友美佐紀                         | 6        | 6        | 0        | +6   |
| 渡邊勇大 東野有紗                           | 14       | 5        | 9        | -4   |
| 催率圭 蔡侑玎                               | 2        | 2        | 0        | +2   |
| 徐承宰 蔡侑玎                               | 20       | 10       | 10       | +0   |
| 葉宏蔚 李佳馨                               | 3        | 3        | 0        | +3   |
| 馬蒂亞斯·克里斯蒂安森 亞歷山德拉·博爾       | 6        | 4        | 2        | +2   |
| 湯姆·吉凱爾 德爾菲娜·德爾呂                 | 6        | 4        | 2        | +2   |
| 許永凱 陳薇涵                               | 5        | 3        | 2        | +1   |

## 外部連結
维基共享资源上的相關多媒體資源：沙西丽·德拉达那猜